# Ion oxonium

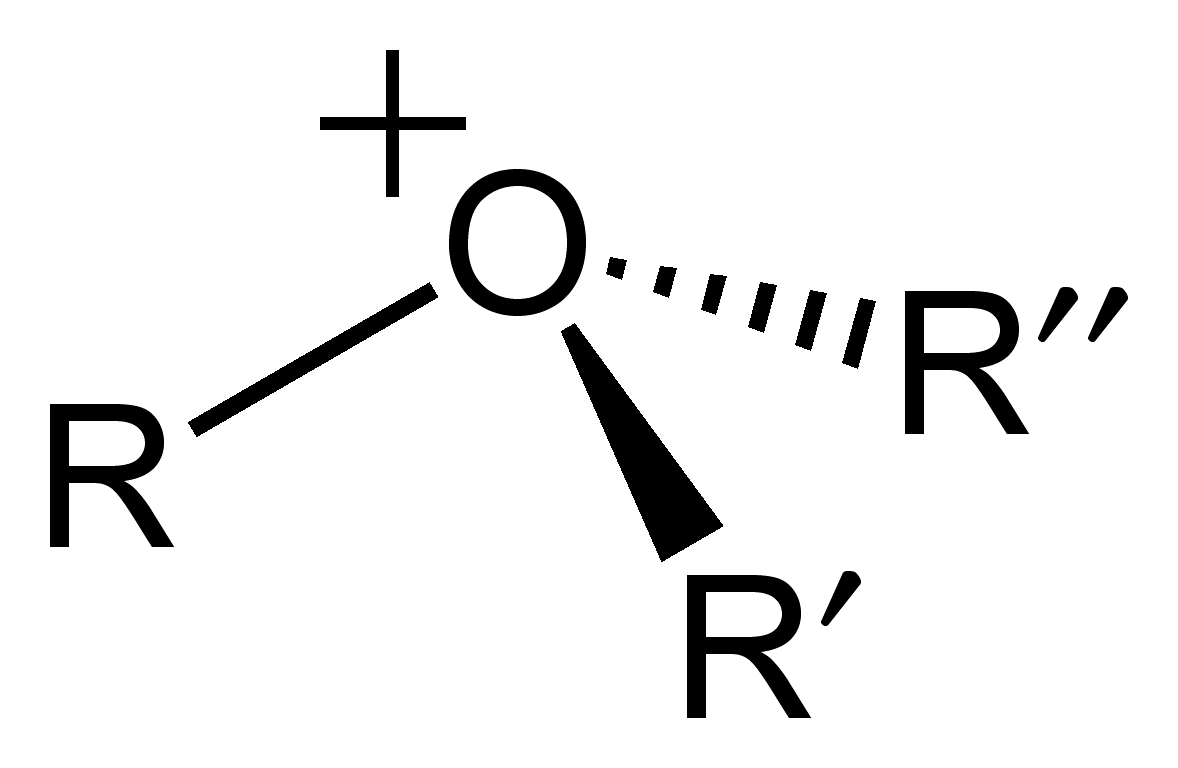
Un ion oxonium où R représente une chaîne carbonée.

Un ion oxonium est un cation portant une charge positive localisée sur un atome d'oxygène trivalent.
D'après les recommandations de l'UICPA, les ions oxonium sont l'ion de formule chimique H3O+ et ses dérivés substitués.
L'ion H3O+ est aussi connu sous le nom d'ion hydronium.

## Nomenclature
L'UICPA définit les ions oxonium comme l'« ion parent H3O+ et ses dérivés substitués ». Cette nomenclature est cohérente avec celle des autres ions onium, définis comme les cations formés par protonation d'un hydrure mononucléaire d'un élément de la famille des pnictogènes (colonne 15) des chalcogènes (colonne 16) et des halogènes (colonne 17), et leur dérivés substitués : ammonium, phosphonium, sulfonium, etc.
Cependant l'ion H3O+ est couramment désigné par le nom ion hydronium. Cette appellation, qui a l'avantage d'être univoque, n'est pas reconnue par l'UICPA mais le NIST ne reconnait que celle-ci et non oxonium.
Les appellations suivantes peuvent donc être retenues :
- H+ : l'ion hydrogène le plus simple, l'hydron, généralement un proton isolé (sinon un deutéron ou un triton, noyau de deutérium ou de tritium), extrêmement réactif, qui ne peut rester à l'état libre ;
- H+(aq) : ion hydrogène hydraté (solvaté par plusieurs molécules d'eau), en solution aqueuse ; formellement identique à H3O+(aq) ;
- H3O+ : ion oxonium ou ion hydronium, qui existe à l'état non solvaté dans des solides tels que les hydrates de monoacides forts ;
- H3O+(aq) : ion oxonium hydraté.

## Ion oxonium H3O+

### Autoprotolyse de l'eau
H2O (l) + H2O (l) ⇌ HO− (aq) + H3O+ (aq)

### Potentiel hydrogène
Définition simplifiée : pH = –log[H3O+]. 
Opposé du logarithme décimal de la concentration en H3O+ (exprimée en moles par litre) dans la solution.
Ke = [HO−] · [H3O+]      
avec Ke = constante = 1,0 × 10−14 (à 25 °C)

### Solvatation
La solvatation est le phénomène physico-chimique remarqué lors de la dissolution d'une substance chimique dans un solvant.
La solubilité n'est pas limitée aux ions. Elle est un phénomène qui se produit lorsqu'un soluté se dissout dans un solvant. Les molécules de soluté vont se séparer et s'entourer de molécules de solvant via des interactions telles que les interactions H-liaisons ou de van der Waals. Dans un cas particulier où le solvant est l'eau, l'eau est considérée comme un hydratant (hydratation).

## Ions oxonium substitués
L'action du chlorure d'hydrogène (HCl) à basse température sur un éther-oxyde peut former un sel d'oxonium.